# 25 فوكايا
25 فوكايا هو كويكب خافت يدور حول الشمس في حزام الكويكبات الرئيسي. اكتشفه جان شاكورناك في مرسيليا، في 6 أبريل 1853. وكان أول كويكب يكتشفة من بين ما مجموعه ستة كويكبات. سمي باسم فوكايا، الاسم اليوناني لبلدة فوكا التركية، التي جاء منها مؤسسي مرسيليا (أنظر:تاريخ مارسيليا).25 فوكايا أضخم عضو في عائلة كويكبات فوكاايا. الكويكبات في هذه المجموعة لها مدارات ذات انحراف أكبر من 0.1 وميل بين 18 و 32.
ولقد درس فوكايا بواسطة الرادار
.الفوتومترية لهذا الكويكب قيست في مرصد اورقن ميسا في لاس كروسيس، بولاية نيو مكسيكو خلال عام 2010، منحت منحنى ضوئي مع فترة 9.9341 ± 0.0002 ساعة. وأظهر السطوع بالقرب من الحد الأدنى لمنحنى الضوء تغييرات في زاوية الطور، وهو نتيجة ظلال تمتد عبر السطح غير المنتظم.